# Laura Schaap
Laura Schaap (Meppel, 25 agosto 1967) è un'ex cestista olandese.

## Carriera
Con i Paesi Bassi ha disputato i Campionati europei del 1989.